# 宇宙奇兵
《宇宙奇兵》（星銃士ビスマルク）是Studio Pierrot所製作的日本機器人動畫，於1984年10月7日至1985年9月29日由日本日本電視台播出，共51集。之後於1986年美國的World Events Productions（WEP）公司買下其版權，大幅改編為美國版（美版）的《Saber Rider and the Star Sheriffs》。

## 概要
本作為Studio Pierrot所製作的首部機器人動畫，播出時因收視率受到好評，使原先只預定製作26集的劇情延長至52集。
在版權銷售至美國後，WEP公司對本作進行改編，除了配音和主題曲改動外，更將第二主角改為第一主角，且為了符合國情與電視尺度差異，將具死亡（第20、36集）、飲酒（第23、42集）場面的相關集數刪除及重編合併（第30集的部份段落穿插至第43集＝【美版】第44集）。為了整合所作的修改，美版除變更劇集順序外，還製作了6集的原創劇情。
香港及台灣的電視台先後將美版重新配音後引進當地，但各地譯名並不相同。香港無線電視翡翠台於1988年初播出時譯作《星空鐵衛》，台灣台視於1989年至1990年播出時譯作《宇宙奇兵》，中國大陸則是將本作譯作《战刀骑士》。
1996年，台灣木喬心動頻道曾以《星際戰警》之名以英語原音撥出美版。

## 故事
【原作】
2069年太陽系的和平受到氣化人的破壞，太陽系連邦軍為了阻止其侵略行為而展開了戰爭，最後經歷了一場激烈的宇宙大戰終於將其擊退。歷經15年的光陰流逝2084年，飛鷹司令聚集了4位際遇不同的優秀青年駕駛掃蕩號對抗捲土重來的氣化人。
【美版】
在遙遠地未來人類已繁衍至遍及宇宙的「新屯墾區（New Frontier）」，卻遭受到擁有高度軍事科技的「氣化人」突如奇來地襲擊，為了扭轉局勢星際總部逐而決定執行『掃盪計畫（Project Ramrod）』來相以抗衡。

## 工作人員
- 企劃：鳥海永行
- 總導演：案納正美
- 劇本統籌：馬嶋滿
- 製作：布川郁司
- 人物設計：加藤茂
- 機械設計：森木靖秦
- 音樂：戸塚修

## 主題曲
- 原作
  - 片頭曲：『不思議CALL ME』（作詞：大津あきら／作曲：鈴木キサブロー／編曲：戸塚修／ 主唱：MIO）
  - 片尾曲：『夢銀河』 （作詞：大津あきら／作曲：鈴木キサブロー／編曲：戸塚修／主唱：MIO）

- 美版
  - 片頭曲：Main Title（作曲／主唱：Dale Schacker）

## 主要人物
角色名稱記載方式：角色以「台灣早期譯名／框號內常見中文譯名、日版原名、美版譯名」的方式記載。

### 星際聯盟

#### 星際總部（地球連邦政府／Cavalry Command）
- 飛鷹司令（夏洛特・盧維爾／シャルル・ルヴェール事務総長／Commander Eagle）

配音：糸博（日本動畫）
小春的父親，處事深思熟慮的敦厚中年男性。於劇中後期遭氣化人擄走逃脫之際誤信傑西刻意所編造的謊言，欲促成雙方和平對話反而招致掃蕩號淪為停戰條件下的犧牲品。
【原作】
地球連邦政府事務局長兼設計掃蕩號的宇宙科學家，致力於將數年前因與氣化人交戰而垮台的太陽系連邦重組。
【美版】
星際總部的領導者。於第20集中出場的「韋萊（アンソニー教授／Wayde）」與「小瓊（June）」被設定為是其親屬。
- 伯鷹指揮官（General Whitehawk）

美版原創角色。登場於第2、3集有著印地安長者樣貌的星際總部指揮官。

##### 星際警探（ビスマルクチーム／Star Sheriffs）
- 火球（輝進兒／輝 進児／Fireball）

配音：鹽屋翼（日本動畫）
原作主角。性格熱血技術拔群的年輕賽車手，為15年前與氣化人交戰的飛行員遺孤。在故事中期曾一度完全失去記憶，所幸在同伴的努力之下及時恢復。
【原作】
受亡父影響成為太空人而被並屏選為掃蕩號的駕駛者，與飛鷹父女是長年的舊識友人。
【美版】
與飛鷹父女並不相識，初次與小春見面之時因其能駕馭賽車而被直接指派駕駛掃蕩號。據寶哥在第2集的原創劇情所言有意栽培他成為一個稱職的領隊。於第24集從傑瑞國王口中才得知父親於戰爭中「失蹤」的消息。
- 寶哥（里察特・蘭斯洛特／リチャード・ランスロット／Saber Rider）

配音：島田敏（日本動畫）
美版主角。來自於蘇格蘭頭腦冷靜善於謀略的青年，為成員之中無可取代的智囊要角。
【原作】
為圓桌武士蘭斯洛特的後代子孫，繼承傳統效命於英國王室特別諜報部的幹員。
【美版】
「傳說」之中的星際警探有著響譽銀河的美名，在之前早已與飛鷹父女有著共事關係；全劇以他的自述作為每集故事的開場。在第13集的原創劇情中曾攜小春離隊返鄉拯救被敵所囚禁的雙親。
- 小馬（比爾・威爾考克斯／ビル・ウィルコックス／Colt）

配音：井上和彦（日本動畫）
槍法神準的神槍手。其放蕩不羈、率直的個性常招惹麻煩，為成員之中不可或缺的甘草人物。因雙親遭氣化人的殺害而成為賞金獵人。
【原作】
美國最年輕的噴射機飛行員，在加入星際警探之前是「太空衝鋒（スペースインパルス）隊」的隊長。
【美版】
在父母雙亡後以空中花式特技流浪天涯。在第2集的原創劇情中在星際總部客座示範射擊科目，曾一度大聲斥責學員「槍口不可向人！」，與第1集裡的自己持槍指向的火球的行為形成強烈對比。
- 小春（瑪莉安・盧維爾／マリアン・ルヴェール／April Eagle）

配音：神代智恵（日本動畫）
飛鷹司令的掌上明珠。
【原作】
法國最年輕的女性科學家。是位對於溫柔活潑的勇敢少女，在必要時也會奮不顧身地參與戰事，不過對於使用槍械十分排斥通常只限於空手搏鬥。自己對於青梅竹馬的火球有著十分深的情愫，時常積極地刻意製造機會與其接近。
【美版】
掃盪號的設計者兼『掃盪計畫』的執行人，在加入星際警探之前曾是職業網球選手。相較於原作更是位勇敢善戰文武雙全的美女，在故事中與寶哥及火球有著令人感到曖昧的關係，尤其在第13集的原創劇情中可反映出，她單戀本為舊識的合作夥伴寶哥許久，不過最後劇末仍遵照【原作】和火球有所發展。

#### 賈王國（ガニメデ東部地区／Kingdom of Jarr）
- 傑瑞國王（ドメス将軍／King Jarrett）

配音：寺島幹夫（日本動畫）
羅得的父親，在過去曾經被火球的父親所救。於劇中執意以戰艦『皇家戰機（フェニックス号／Monarch Supreme）』對抗氣化人，在火力不敵之下獲星際警探捨身奧援才得戰勝。
- 羅得王子（レアゴー隊長／Prince Roland）

配音：（日本動畫）
傑瑞之子。有著不亞於小馬的射擊實力。

### 氣化人 （デスキュラ星人／Vapor Beings）
擁有模仿人類樣貌科技力能夠輕易滲透而入，需要大量的水份生存才能得以生存的神秘種族。
【原作】
捨去滅亡的母星從黑暗宇宙而來的外星人，於數年前為奪取太陽系資源與人類交戰而敗，潛伏於黑暗星伺機再掀戰火向企圖向地球伸出魔爪；當他們相異於人類〝死亡〞時會化成霧狀氣體而消失無蹤。
【美版】
在劇中又被人稱作「入侵者（Outriders）」。它們是從名為『氣化區（Vapor Zone）』的異次元來到人類世界。異於人類的氣化人能夠存活在沒有氧氣的環下，除此之外對其而言更是沒有真正所謂的〝死亡〞，當受到重傷時會化成氣體傳送回原來的次元有待重生；相對地若是在氣化區之內遭遇傷害時會被轉換為普通人。
- 天仇魔君[3]（畢薩總統／ヒューザー総統／Nemesis）

配音：加藤精三（日本動畫）
氣化人的領袖，戴著骨骸狀面具身披黑色高大斗篷的機械生命體，在劇末被揭露出其真正的意識是來自於藏『入侵者星球（ヘルペリデス／Outrider planet）』上的電腦。為劇中所有殘忍陰謀的幕後主謀其手段之毒辣，甚至不惜一切打算讓己方根據地脫離軌道撞擊『優美星球（ガニメデ／Planet Yuma）』。
【原作】
在數年前的戰役之中身體遭火球父親的座機撞擊戰艦而毀。
【美版】
曾於第34集的原創劇情中一度親身與寶哥白刃相接。實體為母星上的中央電腦「氣變機（the Nth Degree）」。
- 加特（薩多拉／ザトラー／Gattler）

配音：銀河萬丈（日本動畫）
行事兇殘狠毒的天仇魔君忠實直屬幹部。於【原作】最後在第26集死亡。
- 傑西（培利歐斯／ペリオス／Jesse Blue）

配音：鈴置洋孝（日本動畫）
【原作】
天仇魔君自第31集從仙女座星系召回的親信部屬；為人冷酷無情自我中心善於操弄利用他人，身懷極度野心而富有智略謀術的美男子，擁有卓越的駕駛技術與槍法是小馬最為棘手的對手。
【美版】
出場於第2集為星際總部中最為優秀學員，對一見鍾情的小春表白之時遭拒並當眾出醜，卻遭上司懲處憤而結合當地歹徒轉而襲擊星際總部，最後以失敗收場登上通緝名單失蹤逃逸；之後意外地成了氣化人的客將於第15集再度登場。
- 王高（Vanquo）

【原作】
在第1集中被小馬擊斃的無名氣化人間諜。
【美版】
主要於原創劇集中登場的重要幹部。最後在第34集的原創劇情中逃脫時遭天仇魔君所捨棄，最後寶哥在汽化區內射擊他的身體而使其永遠地成為凡人。

## 主要機械

### 掃蕩號（ビスマルク／Ramrod）
為了對抗氣化人所開發出的可變巨型戰艦，藉由進入『挑戰模式』（バトロードフォーメーション／Challenge Phase）可變形成掃盪號機器人，絕招為『掃蕩砲』（オルガニックフォーメーション／Maverick Quick-draw）自胸部展開各式槍枝齊射。不過在於劇中末期卻因與敵人談判而慘遭自方拆解，賴飛鷹司令的先知卓見事先秘密造好更為強化『掃蕩二號（ビスマルク2号機／Ramrod II）』才得以挽回殘局。
平時可由單人獨力航行，設計上需要由4人來操縱，分別為：
- 駕駛系統（原作）／舵手（美版）：火球
- 戰情系統（原作）／指揮（美版）：寶哥
- 作戰系統（原作）／砲手（美版）：小馬
- 通信系統（原作）／導航（美版）：小春

#### 奮進號（ロードレオン／Red Fury Turbo）
火球所駕駛的專用複座式越野賽車。

#### 鐵騎（ドナテルロ／Steed）
寶哥所騎相當具有有靈性的機械馬。

#### 野馬號（アローストライカー／Bronco Buster）
小馬所乘坐的單座式小型戰機。

#### Nova
【美版】中小春的所騎，擁有與鐵騎相同性能的的機械馬。

### 叛變號（デスキュラロボ／Renegade Unit）
氣化人所使用戰機的巨型機械人之統稱。

## 劇集列表
|    | 原文標題                   |        | 美版標題                                 | 台視標題   |
| -- | -------------------------- | ------ | ---------------------------------------- | ---------- |
| 1  | 宇宙の冒険野郎             | 1      | Star Sheriff Round Up                    | 奇遇記     |
|    |                            | 2      | Cavalry Command                          | 星際總兵   |
| 3  | Jesse's Revenge            |        |                                          |            |
| 2  | 俺とあいつとあの野郎       | 4      | Iguana Get To Know You                   | 小蜥蜴     |
| 3  | 小さな名保安官             | 7      | Little Pardner                           | 小兄弟     |
| 4  | デスキュラ・スパイを撃て！ | 8      | Brawling Is My Calling                   | 貨運劫案   |
| 5  | 激突！！ 荒野の決戦        | 16     | Show Down At Cimarron Pass               | 漆黑大草原 |
|    |                            | 17     | The Saber And The Tomahawk               | 戰斧之謎   |
| 18 | All That Glitters          | 金之謎 |                                          |            |
| 6  | 美少女エリスの秘密         | 19     | Sole Survivor                            | 倖存者     |
| 7  | 小さな愛の物語             | 20     | Legend Of The Santa Fe Express           | 火車疑雲   |
| 8  | 謎のスペース・ホース       | 9      | Wild Horses Couldn't Drag Me Away        | 野馬馴服記 |
| 9  | 明日への戦い               | 27     | The Hole In The Wall Gang                | 警察的故事 |
| 10 | ガニメデの鬼将軍           | 22     | Famous Last Words                        | 諍兵       |
| 11 | 老いたる不死鳥             | 23     | Sharpshooter                             | 神射手     |
| 12 | 星空のクリスマスカロル     | 24     | The Monarch Supreme                      | 皇家戰機   |
| 13 | 死神キッド                 | 21     | Snake Eyes                               | 蛇眼       |
| 14 | 白銀の決闘                 | 29     | Snow-Blind                               | 大雪山崩   |
| 15 | ラスト・シューティング     | 5      | Little Hombre                            | 小夥伴     |
| 16 | よみがえる騎士道           | 10     | The Castle Of The Mountain Haze          | 迷濛山城堡 |
| 17 | 君の手で村を守れ           | 30     | Tranquility                              | 寧靜村     |
| 18 | 地獄から来た聖者           | 41     | The Amazing Lazardo                      | 天搖地動   |
| 19 | 秘密暗殺計画を暴け         | 42     | I Forgot                                 | 拯救聯盟   |
| 20 | 危険な来訪者               |        |                                          |            |
| 21 | 恐怖のロボット・ショー     | 6      | Greatest Show On The New Frontier        | 客串演出   |
| 22 | 爆発！！ 死のレース        | 28     | The All Galaxy Grand Prix                | 星際大賽車 |
| 23 | キャプテン・ホリデー       |        |                                          |            |
| 24 | 四つ葉のクローバー         | 12     | Four Leaf Clover                         | 四葉幸運草 |
|    |                            | 13     | The Highlanders                          |            |
| 25 | 猛撃！ ブラスター・パルス  | 37     | Born on the Bayou                        | 藍鋼盒     |
| 26 | ガニメデ最後の決戦         | 25     | Gattler's Last Stand                     | 走為上策   |
|    |                            | 34     | Stampede                                 | 力拼魔王   |
| 27 | 新たなる決意 ACT-1         | 35     | The Challenge (1)                        | 挑戰 上    |
| 28 | 新たなる決意 ACT-2         | 36     | The Challenge (2)                        | 挑戰 下    |
| 29 | 再会、そして旅立ち         | 14     | What Did You Do On Your Summer Vacation? | 鴨子划水   |
| 30 | 戦え！ 平和のために        |        |                                          |            |
| 31 | アンドロメダから来た男     | 15     | Jesse Blue                               | 親情       |
| 32 | デスキュラ・ハンター       | 26     | Dooley                                   | 杜里       |
| 33 | 幽霊戦隊を叩け！           | 31     | Bad Day At Dry Gulch                     | 乾河谷     |
| 34 | 虹に願いを！               | 43     | Lend Me Your Ears                        | 誠實至上   |
| 35 | 女戦士チルカ               | 40     | Jesse’s Girl                             | 傑西的女友 |
| 36 | ジュノー星救出作戦         |        |                                          |            |
| 37 | 50%の賭け                  | 38     | April Rides                              |            |
| 38 | わんぱくWARS！             | 39     | The Walls Of Red Wing                    | 紅翅監獄   |
| 39 | 魔のレト星フィールド       | 33     | Sneaky Spies                             | 智擒       |
| 40 | 真心が見えた時             | 32     | Snowcone                                 | 假面具     |
| 41 | 恐竜の星                   | 11     | Oh Boy! Dinosaurs!                       | 見義勇為   |
| 42 | 大要塞接近！               |        |                                          |            |
| 43 | デスキュラの秘密           | 44     | Born To Run                              | 大逃亡 上  |
| 44 | 星の神話                   | 45     | The Legend Of The Lost World             | 大逃亡 中  |
| 45 | 奪回！ ルヴェール博士      | 46     | The Rescue                               | 大逃亡 下  |
| 46 | ビスマルク解体！           | 47     | Eagle Has Landed                         | 和平曙光   |
| 47 | 戦士の復活                 | 48     | Cease Fire                               |            |
| 48 | ハイパーフォトン砲発射！   | 49     | Alamo Moon                               | 東山再起   |
| 49 | ヘルペリデスを撃破せよ！   | 50     | The Nth Degree                           |            |
| 50 | ヘルペリデス脱出.          | 51     | Who is Nemesis?                          | 天仇魔君   |
| 51 | 夢銀河                     | 52     | Happy Trails                             | 和平無價   |

## 角色名稱對照表
|  | Saber Rider and the Star Sheriffs | 宇宙奇兵 | 星際戰警 |
|  | --------------------------------- | -------- | -------- |
|  |                                   | 火球     |          |
|  |                                   | 寶哥     | 銀河騎士 |
|  |                                   | 小馬     | 柯特     |
|  |                                   | 小春     | 四月     |

## 註腳
1. ↑  台灣台視於1989年（民國78年）至1990年（民國79年）6月26日間，在每週日上午11:00～11:30（至1989年6月25日）、每週二下午5:00～6:30（1989年7月18日起）播出。
2. ↑  台視於第23集中將其譯為『超級元首號』。
3. ↑  台視初期曾音譯作『奈米斯』。

## 外部連結
- 星銃士ビスマルク - ぴえろ （页面存档备份，存于）－Studio Pierrot的官方網頁（日語）
- Studio Pierrot官網（日語）
- 台灣電視資料庫－宇宙奇兵[永久]
- 台灣電視資料庫－星際戰警[永久]
- Galaxie-Traum（页面存档备份，存于）（日語）
- Tribute to Saber Rider and the Star Sherrifs （页面存档备份，存于）（英文）